# 芹澤廣明
芹澤 廣明（せりざわ ひろあき、1948年1月3日 - ）は、神奈川県横浜市港北区出身の作曲家・歌手・ギタリスト・音楽プロデューサー。
芹澤ヒロ、芹澤廣名義でシングルをリリースしたこともある。作曲家としての活動を開始する前には河内広明の名で、NHK総合テレビジョンの音楽番組『ステージ101』のレギュラー出演グループ「ヤング101」で活動した。

## 経歴
小学校の高学年辺りからギターを弾き始め、高校時代にバンド活動を始める。
1967年、幼馴染で「麻生京子とブルー・ファイア」のギタリストだった清須邦義、若子内悦郎らと共にグループ・サウンズのバンド「ザ・バロン」を結成し、ギターを担当する。ザ・バロンは結成当初は主に尾藤イサオのバックバンドとして活動したが、1969年2月に独立してライブ活動を行う。
同年6月にNHK総合テレビジョンの音楽番組『ステージ101』のオーディションに合格し、メンバー全員が「ヤング101」に所属して、1970年1月10日の第一回放送から出演した。1972年4月に清須が渡米の為にヤング101を卒業してザ・バロンが終わると、若子内と「ワカとヒロ」（のちに「ワカ＆ヒロ」）を結成。ステージ101の音楽監督で恩師の作曲家・東海林修の下でエキスプレスからシングル、アルバムを数点発表した。ステージ101には1974年3月31日の番組最終回まで出演を続け、若子内と共に、番組開始から終了までヤング101として出演した数少ないメンバーの一人になった。
ワカ&ヒロが1975年に解散した後、ヤング101の同期生だった惣領泰則らのユニット「ジム・ロック・シンガーズ」に参加。
その後、本名の芹澤廣明名義で作曲家として活躍。中森明菜「少女A」で売野雅勇（当時同じ事務所「マッドキャップ」に在籍していた3歳下の作詞家）と初めて組む。さらにチェッカーズの作曲家兼プロデューサーとしてヒットを連発する。
テレビアニメ『タッチ』の同名の主題歌も話題を呼んだ。1998年には沢井なつ美 & Quick-Timesをプロデュースした。元々歌手活動を行っていたことから、作曲家としての活動が主体となった後も、提供曲のセルフカバーが多い（#芹澤本人名義の曲を参考）。
その後もコンスタントにアレンジャー、作曲家、音楽プロデューサーとして活躍している。50歳以降から本格的に英語を学び、2018年に『Light It Up!』で全米歌手デビューを果たした。国内では作曲家生活35周年記念のコンピレーション・アルバム「芹澤廣明 ANIME GOLDEN HITSTORY」をリリース。

## 楽曲

### あ行
- 青田浩子
  - 『昨年…綿菓子の頃』
  - 『レイニー・パーク』
- 浅倉亜季
  - 『南の風・夏少女』
  - 『雨の中のワンボーイ』
  - 『オータム・リップス』
  - 『秋のリーグがおわったら』
  - 『陽あたり良好!』（フジテレビ系アニメ「陽あたり良好!」第1期オープニングテーマ）
  - 『青い雨音』
  - 『Double Meaning』
  - 『抱きしめてHeaven』
- 浅沼友紀子
  - 『憧れはオクターブハイの空へ』
- アッシュ
  - 『夢のウェディング・ベル』
- 新井正人
  - 『アニメじゃない -夢を忘れた古い地球人よ-』（名古屋テレビ・テレビ朝日系アニメ「機動戦士ガンダムΖΖ」オープニングテーマ）
  - 『時代が泣いている』（名古屋テレビ・テレビ朝日系アニメ「機動戦士ガンダムΖΖ」エンディングテーマ）
- アラン・タム
  - 『暴風女神 Lorelei』（專輯）
    - 『暴風女神 Lorelei』
    - 『世外情』
    - 『你要等我』
    - 『命途戰士』
    - 『午夜騎士』
    - 『朋友』（Friend of Mine）（粵語、英語）

  - 『愛情陷阱』
  - 『夏日寒風』（夏の寒風）
  - 『舊信紙』（Bird of paradise）
  - 『的士司機』（Look both ways）
- 石川秀美
  - 『サイレンの少年 〜遠くで抱きしめて〜』
  - 『ウインター・リポート』
  - 『女優（アクトレス）』
  - 『RISKY TIMING』
  - 『赤いスピード・スター』
  - 『哀しみのカーニバル』
- 石田ひかり
  - 『少女・熱風・天然色』
  - 『さよならの国の旅人』
  - 『Tシャツに海流の島』
  - 『避暑地の消印』
- 石野陽子
  - 『テディーボーイ・ブルース』
  - 『雨のチャペル通り』
  - 『グッバイ・ブルーサーファー』
- 五木ひろし
  - 『裏窓の女』
- 伊藤かずえ
  - 『ヨコハマLONELY CAT』
- 伊藤麻衣子
  - 『感激ラブ・モーション』
- 岩崎良美
  - 『タッチ』（フジテレビ系アニメ「タッチ」第1期オープニングテーマ、その後芹澤自身もカバー（日本テレビ系アニメ「タッチ CROSS ROAD〜風のゆくえ〜」2001年のTVスペシャル挿入歌）
  - 『君がいなければ』（フジテレビ系アニメ「タッチ」第1期エンディングテーマ）
  - 『愛がひとりぼっち』（フジテレビ系アニメ「タッチ」第2期オープニングテーマ）
  - 『青春』（フジテレビ系アニメ「タッチ」第2期エンディングテーマ）
  - 『チェッ!チェッ!チェッ!』（フジテレビ系アニメ「タッチ」第3期オープニングテーマ）
  - 『約束』（フジテレビ系アニメ「タッチ」第3期エンディングテーマ）
  - 『情熱物語』（フジテレビ系アニメ「タッチ」第4期オープニングテーマ）
  - 『野球』（フジテレビ系アニメ「タッチ」挿入歌）
  - 『思い出ハーフタイム』
  - 『微笑にさよなら』
  - 『砂に埋めたダイアリー』
  - 『スーパーラジオ1960』
  - 『3年目のロードショー』
  - 『センチメンタル逃避行』
  - 『好きになるなら』
  - 『僕たちのSomeday（達也のテーマ）』
  - 『風のメッセージ（達也のテーマ）』
  - 『星のシルエット（和也のテーマ）』
  - 『ホワイト・ドリーム（南のテーマ）』
  - 『夢で逢いたい』
  - 『ティーンネイジ・サマーハウス』
  - 『Let It Green』
- うしろゆびさされ組
  - 『あぶないサ・カ・ナ』（アニメ『ハイスクール!奇面組』挿入歌）
- 内海和子
  - 『蒼いメモリーズ』（フジテレビ系アニメ「タッチ」挿入歌）
  - 『好きで、ごめん。』（フジテレビ系アニメ「タッチ」挿入歌）
- 浦田ちひろ
  - 『Lonely Girl』
- 大沢樹生
  - 『六本木製少年』
  - 『I'm Junk!』
- 大根夕佳
  - 『話し中』

### か行
- 加藤香子
  - 『偽名』
  - 『アバンチュール』
- 加納歌佳
  - 『酒はほろりと』
- 神谷明
  - 『奇蹟の逆転ファイター』
- 嘉門達夫
  - 『寿限無No.1』
- 川嶋みき
  - 『Winding Road』
- 北原佐和子
  - 『モナリザに誘惑』
  - 『せつなくて、淋しくて』
  - 『あの娘を妬かせたい』
- キャメル
  - 『恋はルミナス』
- キャンティ（ベティ&ペティ）
  - 『ロンリー・ガールは夜の夢』
  - 『一年過ぎたら』
- 京本政樹
  - 『夢人形』
- 串田アキラ
  - 『キン肉マンGo Fight!』（日本テレビ系アニメ「キン肉マン」主題歌）[16]
  - 『炎のキン肉マン』（日本テレビ系アニメ「キン肉マン」主題歌）
- 工藤夕貴
  - 『し・あ・わ・せ・カーニバル』（フジテレビ系アニメ「愛少女ポリアンナ物語」前期オープニングテーマ）
  - 『君のハートにタッチ』
- 倉田まり子
  - 『真夏のランナー』（フジテレビ系アニメ「ナイン」テーマ曲）
  - 『LOVE・イノセント』（フジテレビ系アニメ「ナイン」主題歌）
  - 『つのる想い』（フジテレビ系アニメ「ナイン」挿入歌）
  - 『青いフォトグラフ』（アニメ映画「ナイン オリジナル版」主題歌）
  - 『愛を翼にして』（アニメ映画「ナイン オリジナル版」挿入歌）
  - 『恋人宣言』（フジテレビ系アニメ「ナイン2 恋人宣言」主題歌）
  - 『青空気分』（フジテレビ系アニメ「ナイン2 恋人宣言」挿入歌）
- 黒崎輝&ジャックブラザーズ
  - 『純愛ダイナマイト』
- 桑田靖子
  - 『脱・プラトニック』
  - 『ラブorロンリー』
  - 『愛・モラル』
  - 『星屑メモリー』
  - 『もしかしてドリーム』
  - 『午前6時のラブソング』
  - 『愛はひとつだけ』
  - 『ひそやかな反乱』
  - 『冬の星座』
  - 『愛の純度』
  - 『すずらんの街で』
  - 『Non　Non　Non』
  - 『蒼い莟』
  - 『サヨナラの愛』
  - 『恋のスマッシュ』
  - 『17タイフーン』
  - 『Good-bye My Ｌove』
  - 『波の上の花片』
  - 『哀しきHappy Birthday』
  - 『ダンステリアは危険な恋人』
  - 『10代の証明』
  - 『蜃気楼の涙』
  - 『夢色メランコリー』
  - 『淋しくてヨコハマ』
- ケント・デリカット
  - 『月を撃たないで』
- 香坂みゆき
  - 『ル・ジタン』
- 小林直子・小林明子
  - 『びん感!メカニック』（ABC・テレビ朝日系アニメ「はーいステップジュン」主題歌）

### さ行
- 西郷輝彦
  - 『星の涙』
- 榊原郁恵
  - 『Nice Accident』
- 佐藤雪絵
  - 『京都、初恋』
- 沢口靖子
  - 『悲しいアウトロー』
- 沢田研二
  - 『いとしいひとがいる』
  - 『ダメ』
- C-C-B
  - 『瞳少女』
- 品川知子
  - 『水に流して』
  - 『MOON ROSE』
- 島崎和歌子
  - 『何かいい事きっとある』
- 下成佐登子
  - 『風のいるナビシート』※旧日本道路公団イメージソング 非売品
- 陣内孝則
  - 『ハートブレイク Crossin'』（フジテレビ系アニメ「ふたり鷹」オープニングテーマ）
  - 『サヨナラを言わないでくれ』（フジテレビ系アニメ「ふたり鷹」エンディングテーマ）
- 杉浦幸
  - 『夜を盗んで』
  - 『肩ごしに…』

### た行
- 高木淳也
  - 『カンフーチェン』
  - 『嵐の街ロンリー』
- 高橋利奈
  - 『16歳の儀式』
  - 『想い出のスクールリング』
  - 『× BATSU』
  - 『メビウスのクラスメイト』
  - 『スイスイ』
  - 『One Night Angel』
- 高橋玲子
  - 『ラブソングは唄えない』
  - 『きっと ONLY YOU』
- 高杢禎彦
  - 『恥ずかしきことの数々』
- 田辺靖雄&九重佑三子
  - 『FOREVER GOLD』
- チェッカーズ
  - ギザギザハートの子守唄
  - 涙のリクエスト[17]
  - 哀しくてジェラシー
  - 危険なラブ・モーション
  - 渚のdance hall
  - ひとりぼっちのナタリー
  - ムーンライト・レヴュー50's
  - 星屑のステージ
  - 電撃lookin'&shockin'
  - ジュリアに傷心
  - 今夜はCまでRock'n Roll
  - スノー・シンフォニー
  - 24時間のキッス
  - Jukeboxセンチメンタル
  - ティーンネイジ・ドリーマー
  - あの娘とスキャンダル
  - 俺たちのロカビリーナイト
  - P.M.9:00のシンデレラ
  - スキャンダル魔都（ポリス）
  - 哀しみのヴァージン・ロード
  - HEART OF RAINBOW〜愛の虹を渡って〜
  - ブルー・パシフィック
  - 神様ヘルプ!
  - ひとりじゃいられない
  - OH!! POPSTAR
  - 君はRock-A-Ballade
  - One Night Angel
  - 悲しきアウトサイダー
  - LADY-M.を探せ
  - Song for U.S.A.[11]
- 戸川京子
  - 『未成年』
- TOKIO
  - 『ハートを磨くっきゃない』（NHKアニメ「飛べ!イサミ」主題歌）
- とんぼちゃん
  - 『夏の伝説』

### な行
- 中村雅俊
  - 『SINCERELY(DAY＆DAY)』
- 中森明菜
  - 『少女A』
  - 『思春期』
- 中山忍
  - 『視線だけのハート・ブレイク』
- 夏山美樹
  - 『フラッシュ・オブ・サンダー』（アニメ「のぞみ・ウィッチィズ」1992年主題歌）
  - 『青空が降る街』（アニメ「のぞみ・ウィッチィズ」1992年挿入歌）
- 新田純一
  - 『彼女（あのこ）のStory』
- 野口五郎
  - 『別れのエチュード』

### は行
- ハイヒール
  - 『オヤジギャルと呼ばないで』
- 早川めぐみ
  - 『横須賀17（セブンティーン）エレジー』
  - 『ストップ・ミー』
- HARRY
  - 『Dream City Neo Tokyo』
- ヒガンバナ（うつみ宮土理・岡本夏生・黛ジュン・瀬川瑛子）
  - 『3BABAが行く』
- ひとし&カツヤ（植木等・小林克也）
  - 『逆噴射・家族借景』（映画「逆噴射家族」宣伝歌）
- ひろえ純
  - 『サイレントヴォイス』（名古屋テレビ・テレビ朝日系アニメ「機動戦士ガンダムΖΖ」主題歌）
  - 『一千万銀河』
- 藤谷美紀
  - 『薔薇のコロン』
- 古川登志夫
  - 『過ぎ去ればメモリー』
  - 『Good-bye begins』
- ブレッド&バター
  - 『さよならの贈り物』（アニメ映画「タッチ2　さよならの贈り物」主題歌）
  - 『岸辺のフォトグラフ』（アニメ映画「タッチ2　さよならの贈り物」挿入歌）
- ザ・ベアーズ
  - 『燃えろ狼!』
- BOY
  - 『本牧・横須賀・ルート16』
- ボーイフレンド
  - 『商武士!バーゲンダー・ブキ』
- 堀江美都子
  - 『Don't you...?』（フジテレビ系アニメ「ひみつのアッコちゃん」(第2作)エンディングテーマ）
- 堀ちえみ
  - 『東京Sugar Town』
  - 『I Love Youはパラシュート』
  - 『クレイジーラブ』
  - 『月の光よりも』

### ま行
- MAX LUX
  - 『Take Me To Fujiyama』
- 牧ミユキ
  - 『やさしく抱いて』
- 松居直美
  - 『Starship Blue 〜夢エネルギー〜』
- MIE
  - 『ジンクス』
  - 『冬の虹』
  - 『悲しいけれど』
- 水木一郎
  - 『グッドラック地球』
- 三田寛子
  - 『ひとりぼっちのクーデター』
- 三原順子
  - 『じゃじゃ馬ならし』（1978年に自身が芹沢廣名義でInvitationからリリース、また同年に中村晃子がカバー）
- 宮里久美
  - 『背中ごしにセンチメンタル』（OVA「メガゾーン23」PART I 主題歌）
  - 『風のララバイ』
  - 『横浜Cool』
- Medical Soap
  - 『レッドゾーン・ダンシング』
- 森口博子
  - 『エンドレス・ドリーム』（OVA「エースをねらえ!2」主題歌）
  - 『遠くから見ていて』
- 森昌子
  - 『涙雪』

### や行
- 安永亜衣
  - 『風の楽園』
- 矢吹薫
  - 『エイティーン・キャンドル』
- 山岸もえ
  - 『赤い終止符（ピリオド）』
  - 『ラスト・パーティ』
- 山寺宏一
  - 『東京PARADISE』
- 夢工場
  - 『ひとりぼっちのデュエット』（フジテレビ系アニメ「タッチ」第4期オープニングテーマ）
  - 『舌打ちのマリア』（フジテレビ系アニメ「陽あたり良好!」第1期エンディングテーマ）
- 吉村章
  - 『男なら女なら』

### ら行
- ラフ&レディ
  - 『背番号のないエース』（アニメ映画「タッチ 背番号のないエース」主題歌）
  - 『ガラスの青春（ティーンネイジ）』（アニメ映画「タッチ 背番号のないエース」副主題歌）
- Lead
  - 『ギラギラRomantic』
- 麗灑
  - 『狐のような詐欺師』
  - 『グッバイはクールに』
  - 『氷づめの愛』
  - 『不在証明』
  - 『横浜人』
- リトル・バッハ
  - 『ナンだよ』

### わ行
- 渡瀬麻紀
  - 『ノーカウント』
  - 『雨は止まない』
- 渡辺千秋
  - 『予言』
  - 『私小説』
- 渡辺満里奈
  - 『夏からのプレゼント』

### その他
- 『白鷗大学校歌』
- 青藍泰斗高等学校校歌

### 芹澤本人名義の曲
作曲も芹澤本人。チェッカーズについては基本割愛。
芹澤廣
- CHANGES（オリジナルアルバム、1978年）
- じゃじゃ馬ならし／ワン・ウェイ・ハイウェイ（1978年）
- タイフーン／いつのまにか君は（1978年）
- JAPANESE SENTIMENTAL（オリジナルアルバム、1979年）
- 悪い華／ジェラシー（1979年）
- セクシー・ウインド／東シナ海（1979年）

芹澤ヒロ
- リンダの接吻（くちづけ）／ガラスの荒野（1982年）

芹澤廣明
- 悲しみにサヨナラ（フジテレビ系アニメ「ナイン」挿入歌）
- 涙色の季節（アニメ映画「ナイン オリジナル版」挿入歌）
- 青空気分（フジテレビ系アニメ「ナイン2 恋人宣言」挿入歌 倉田まり子と）
- 私のYoung boy（フジテレビ系アニメ「ナイン2 恋人宣言」挿入歌）
- エンドレス・サマー（フジテレビ系アニメ「ナイン 完結編」オープニング・テーマ）
- 八月のゆくえ（フジテレビ系アニメ「ナイン 完結編」挿入歌）
- Boy's in love（フジテレビ系アニメ「ナイン 完結編」・フジテレビ系アニメ「陽あたり良好!」挿入歌）
- 真夏のランナー（フジテレビ系アニメ「ナイン 完結編」エンディング・テーマ）
- 風のメッセージ（フジテレビ系アニメ「タッチ」挿入歌）
- 星のシルエット（フジテレビ系アニメ「タッチ」挿入歌）

※ 上記2曲はその後、岩崎良美・三ツ矢雄二・日高のり子がカバーしている。
- 永遠のランナー（フジテレビ系アニメ「タッチ」挿入歌）
- スノー・イン・サマー（アニメ映画「タッチ 背番号のないエース」挿入歌）
- 哀しみのカレリア（アニメ映画「タッチ2　さよならの贈り物」挿入歌）
- 18番目のサマーホリデー（アニメ映画「タッチ3　君が通り過ぎたあとに -DON'T PASS ME BY-」挿入歌）
- あれから、君は…（日本テレビアニメ「タッチ Miss Lonely Yesterday あれから君は…」1998年のTVスペシャル挿入歌）
- タッチ（日本テレビ系アニメ「タッチ CROSS ROAD〜風のゆくえ〜」2001年のTVスペシャル挿入歌）
- 帰って来た街角（フジテレビ系アニメ「陽あたり良好!」第2期オープニングテーマ）
- ナイフの上の夏（フジテレビ系アニメ「陽あたり良好!」第2期エンディングテーマ）
- 愛が眠る日まで- 真夏のランナーⅡ-（フジテレビ系アニメ「陽あたり良好!」挿入歌）
- 青空が降る街（アニメ「のぞみ・ウィッチィズ」1992年挿入歌）
- Sexy Wind（朝日放送テレビ「The ビッグ!」（関西ローカル版）「The ビッグチャンス」（全国ネット版）テーマ）

オリジナルアルバム　「Million Tears」　1987年10月21日発売　ポニーキャニオン（廃盤）D32A0319
1. One Night Angel
2. スノーフレイク
3. ラスト・メモリー
4. 避暑地の恋
5. ジュリアに傷心（ハートブレイク）
6. 帰って来た街角
7. Song for U.S.A.
8. 雨に消えたソフィア
9. Cafê Mozart

Hiroaki Serizawa
- Light It Up!（2018年）[18]
- Energy of Love（2019年）
- Julia（2020年）

## 主な音楽担当作品
- ナイン（1983年 - 1984年）
- タッチ（1985年 - 1987年）
- タッチ 背番号のないエース（1986年）
- タッチ2 さよならの贈り物（1987年）
- タッチ3 君が通り過ぎたあとに -DON'T PASS ME BY-（1987年）
- 陽あたり良好!（1987年 - 1988年）
- エースをねらえ!2（1988年）
- 青いブリンク（1989年 - 1990年）
- エースをねらえ!ファイナルステージ（1990年）
- のぞみウィッチィズ（1992年）
- 飛べ!イサミ（1995年 - 1996年）
- ガンバリスト!駿（1996年 - 1997年）
- タッチ Miss Lonely Yesterday あれから君は…（1999年）
- タッチ CROSS ROAD〜風のゆくえ〜（2001年）